# 楢木野礼
楢木野 礼（ならきの あや）は、日本の映像ディレクター。宮崎県出身。スターダストプロモーション関連のSTARDUST CREATORS所属。

## 経歴
日本大学芸術学部放送学科卒業。
大学卒業後よりテレビ業界でドラマ制作に携わる。
2014年、ドラマ「ファーストクラス2」で監督デビュー。
美しい印象的なシーンが目を引く、恋愛・ヒューマンドラマに定評がある。

## 監督作品

### ドラマ
- 続・続・最後から二番目の恋（2025年／フジテレビ）
- わたしの宝物 #3,4（2024年／フジテレビ）[1]
- 金魚妻 #3,4（2022年／Netflix）[1]
- 5つの歌詩 #1（2022年／BS10スターチャンネル）[1]
- いとしのニーナ #1,2,4,7,8（2020年／フジテレビ）[1]
- リーガル・ハート ～いのちの再建弁護士～ #5（2019年／テレビ東京）[1]
- 記憶 #6,7（2018年／フジテレビ）[1]
- ハラスメントゲーム #6（2018年／テレビ東京）[1]
- 感情8号線 #4,5,6（2017年／フジテレビ）[1]
- ファーストクラス2 #8（2014年／フジテレビ）[1]

## 監督補作品

### 映画
- はたらく細胞（2024年）[要出典]
- もしも徳川家康が総理大臣になったら（2024年）[要出典]
- 翔んで埼玉 ～琵琶湖より愛をこめて～（2023年）[要出典]
- 翔んで埼玉（2018年）[要出典]